# Lintești
Lintești – wieś w Rumunii, w okręgu Ardżesz, w gminie Cotmeana. W 2011 roku liczyła 118 mieszkańców.